# 富吉堂
富吉堂是20世纪上半叶上海的一座粤语教堂。
1914年，一些广东籍旅沪基督徒在民宅内举行不分宗派的粤语礼拜，名为广东旅沪中华基督教会。1917年前后，先施公司和永安公司来上海发展，为员工在北四川路营建职员住宅，形成广东籍人士聚居的地段。1917年10月17日，专为广东籍基督徒服务的富吉堂开放，坐落在虹口北四川路1802弄1号（永安电影院，今宏图三胞隔壁），红砖砌筑，镶有花窗玻璃，可容800人。教堂隶属于中华基督教会。堂名取自于主要捐款人张竹君的老师富玛利及其母亲吉氏。该堂还创办了郇光小学。
1952年，富吉堂改名为岭南堂。1958年，上海市基督教新教三自爱国教会实行“联合礼拜”，岭南堂被关闭，信徒被并入武进路沪北会堂的虹口区粤语联合礼拜，教堂房屋归四川北路第一小学使用，底层用作仓库和食堂，二楼为礼堂。1990年代，学校将教堂二楼出租开设白马王子夜总会（不久倒闭），装修后教堂内部结构改变。教堂外观保存尚好。
1952年，岭南堂还在长乐路1062号建立了岭南西堂。1958年，岭南西堂人员参加静安区联合礼拜，教堂房屋被求精仪表厂占用为招待所（现名锦陇招待所）。目前，岭南西堂为华山医院的一部分。